# Кастельйонет-де-ла-Конкеста
Кастельйонет-де-ла-Конкеста, Кастельйонет (валенс. Castellonet de la Conquesta (офіційна назва), ісп. Castellonet) — муніципалітет в Іспанії, у складі автономної спільноти Валенсія, у провінції Валенсія. Населення — 139 осіб (2021).

## Географія
Муніципалітет розташований на відстані близько 340 км на південний схід від Мадрида, 65 км на південь від Валенсії.

## Демографія
Динаміка населення (INE ):

## Галерея зображень

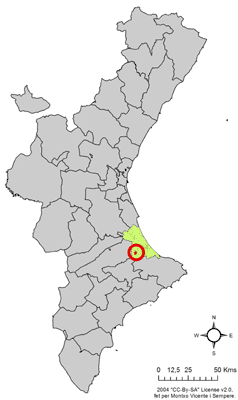
Розташування муніципалітету Кастельйонет-де-ла-Конкеста у автономній спільноті Валенсія
Розташування муніципалітету Кастельйонет-де-ла-Конкеста у комарці